# Louis de Bourzès
Durand Louis de Bourzès est un homme politique français né en 1742 à Millau (Aveyron) et mort le 2 janvier 1817 à Paris.

## Biographie
Ancien officier, chevalier de l'ordre royal et militaire de Saint-Louis, il est maire de Millau et député de l'Aveyron de 1791 à 1792.

## Sources
- « Louis de Bourzès », dans Adolphe Robert et Gaston Cougny, Dictionnaire des parlementaires français, Edgar Bourloton, 1889-1891 [détail de l’édition]